# Souvenir
En souvenir (fra fransk "minde") er en genstand til minde om et sted, en begivenhed, en oplevelse eller en ven. Det kan være personlige genstande, men er ofte nøgleringe, askebægre, notesbøger, krus, skåle eller skeer, tøj som T-shirt eller hatte. De fleste souvenirer er masseproducerede pyntegenstande, som bliver solgt til turister som hyggelige minder, gaver eller samleobjekter. Disse turistsouvenirer har som regel motiv fra noget typisk for stedet, og de er ofte kitsch (dårlige efterligninger af kunst).
En typisk souvenir fra Danmark kunne være en model af Den lille havfrue eller en stok fra Himmelbjerget.

## Ekstern henvisning
- Wikimedia Commons har flere filer relateret til souvenirs

| Turisme | Spire Denne artikel om turisme er en spire som bør udbygges. Du er velkommen til at hjælpe Wikipedia ved at udvide den. |